# Volo L'Express Airlines 508
Il 10 luglio 1991, un Beechcraft C99 della L'Express Airlines, che operava come volo L'Express Airlines 508, originario di New Orleans e in transito da Mobile a Birmingham, si schiantò mentre tentava di effettuare un avvicinamento ILS alla pista 5 (da allora rinumerata in pista 6) dell'Aeroporto Municipale di Birmingham (ora Aeroporto Internazionale di Birmingham-Shuttlesworth) di Birmingham. L'aereo si schiantò nella zona di Fairview vicino a Five Points West nel quartiere di Ensley, e successivamente ferì quattro persone a terra, oltre a distruggere due case. Dei 15 occupanti a bordo vi furono 13 morti. La causa dell'incidente è stata attribuita alla decisione del capitano di tentare un avvicinamento strumentale nonostante il forte temporale con conseguente perdita di controllo dell'aereo. Ad oggi si tratta del peggior incidente aereo nella storia dell'Alabama.

## Il volo
Il volo L'Express 508 era operato con un turboelica bimotore Beechcraft Model 99. I posti a sedere sull'aereo erano cinque file da due posti, uno su ciascun lato del corridoio centrale. Un sedile singolo era situato di fronte al portellone di carico passeggeri sulla sinistra e un sedile doppio nella parte posteriore dell'aereo. I passeggeri salirono dal portellone passeggeri posteriore. Il volo partì da New Orleans con un singolo passeggero, alle 16:05 CDT, atterrando a Mobile alle 16:50 CDT. Dopo aver cambiato equipaggio e imbarcato 12 passeggeri, il Beechcraft partì per l'aeroporto municipale di Birmingham alle 17:05 CDT. Mentre il volo si avvicinava a Birmingham, nelle vicinanze dell'aeroporto si sono sviluppati forti temporali. Più o meno nello stesso periodo altri quattro aerei hanno dirottato verso altri aeroporti o hanno ritardato il loro avvicinamento ed sono entrati in uno schema di attesa finché il tempo non è migliorato. L'equipaggio del volo 508 era a conoscenza dell'attività del temporale, ma decise di continuare l'avvicinamento. Francis Fernandes, il pilota ai comandi del volo 508, in seguito disse che l'aereo subì un "significativo rollio a sinistra" durante l'atterraggio. Fernandes riferì agli investigatori che mentre lui e il primo ufficiale, Richard Windham, cercavano di livellare l'aereo, subirono una "corrente ascensionale estrema" che spinse il muso dell'aereo in alto. Dopo essere entrato in una cella temporalesca a sud-ovest dell'aeroporto, l'equipaggio perse il controllo direzionale e non fu in grado di recuperare l'aereo prima di colpire due case nel quartiere Ensley di Birmingham alle 18:11:27 CDT. Il Beechcraft colpì una casa, attraversò una strada residenziale alberata e si schiantò contro una seconda casa, prendendo immediatamente fuoco. L'unico passeggero sopravvissuto è stato preso in casa dai residenti prima che tutti fuggissero dallo stabile in fiamme. Il comandante venne portato all'UAB Hospital, un passeggero al Carraway Methodist Medical Center e tre residenti al Baptist Princeton. Nello schianto morirono dodici passeggeri e il primo ufficiale; il comandante, un passeggero e quattro residenti rimasero feriti.

## Copertura mediatica
L'incidente si è svolto durante il telegiornale serale delle 18.00. I resoconti dei media locali sono iniziati intorno alle 18:45 CDT con l'affiliata TV locale ABC WBRC che lo trasmise in diretta per le 18:45 CDT. La copertura radiofonica e televisiva continuò tutta la notte. In particolare, la WBRC stava registrando immagini radar meteorologiche nel momento dell'incidente, successivamente utilizzate nelle indagini ufficiali dell'NTSB e in altre controversie relative all'incidente. La copertura mediatica fu riportata sulla prima pagina dei giornali a livello nazionale nei giorni successivi all'incidente.

## Indagine dell'NTSB
Il National Transportation Safety Board inviò una squadra per indagare sull'incidente. Il punto delle indagini si focalizzò subito sulle condizioni meteorologiche al momento dell’incidente. Gli investigatori rimasero sorpresi dalla presenza di un registratore di suoni nella cabina di pilotaggio dell'aereo, poiché in quel periodo non erano necessari in modelli di aereo come quello coinvolto. A seguito di un'indagine approfondita, l'NTSB pubblicò il suo rapporto finale il 3 marzo 1992, contrassegnato come AAR-92/01. La probabile causa formale dell'incidente era "la decisione del capitano di avviare e continuare un avvicinamento strumentale verso un'attività temporalesca chiaramente identificata, con conseguente perdita di controllo dell'aereo dalla quale l'equipaggio di volo non è stato in grado di riprendersi e successiva collisione con ostacoli e il terreno."